# ناحیه سیگت‌وار
ناحیهٔ سیگت‌وار (به مجاری:  Szigetvári járás) یک ناحیه در مجارستان است که در بارانیا واقع شده‌است و ۶۵۶٫۷۶ کیلومتر مربع مساحت و ۲۵٬۰۰۲ نفر جمعیت دارد.